# Persephone (remorqueur)
Le Persephone (identification LS 825) est un remorqueur forestier en acier utilisé pour le tournage de la série télévisée The Beachcombers (en) de la CBC Television. Construit comme un petit remorqueur nommé John Henry, il est aujourd'hui conservé comme navire musée dans la ville de Gibsons, en Colombie-Britannique.

## Historique
Le remorqueur a été construit en 1965 pour Harry "Smitty" Smith, à Gibsons, par le constructeur de bateaux local John F. Gooldrup. Sous le nom de John Henry, le remorqueur a été utilisé comme petit remorqueur et bateau de travail dans les eaux de la Sunshine Coast. 
En 1972, le navire a été affrété par CBC Television pour représenter un bateau de récupération de bois appartenant au personnage central Nick Adonidas dans la série The Beachcombers. Le nom de télévision du remorqueur, tiré de la déesse grecque Perséphone, reflète l'héritage grec de Nick Adonidas. Le remorqueur est apparu dans la plupart des épisodes de la longue série. Sa coque noire battue est devenue l'un des décors emblématiques de la série. Malgré sa petite taille et sa vitesse modeste, sa force, sa navigabilité et sa fiabilité ont fait de Persephone un personnage à part entière, souvent en contraste avec le jet boat piloté par Relic, le rival de longue date de Nick Adonidas.

## Préservation
Après la fin de la série en 1990, le moteur a été retiré et Harry S. Smith a fait don du navire à la ville de Gibsons en 1991. Le remorqueur a été gardé pendant plusieurs années au chantier de travaux publics de la ville. En 2003, la Sunshine Coast Museum & Archives Society de Gibsons a pris possession du remorqueur pour restauration. John Henry a été radié du registre des navires le 13 juin 2003 alors qu'une équipe de bénévoles a rétabli le Persephone à son apparence dans la série télévisée. Le remorqueur a été transféré de nouveau à la ville de Gibsons en 2007 après que la restauration ait été complète. Il a été convenu que le navire ne serait plus utilisé dans l'eau, mais serait bien en vue dans la ville.